# GSI Pontivy
El GSI Pontivy es un equipo de fútbol de Francia que juega en el Championnat National 3, la quinta liga de fútbol más importante del país.

## Historia
Fue fundado en el año 1935 en la ciudad de Pontivy, en el departamento de Morbihan y ha pasado toda su historia como un equipo amateur, Juga en el Championnat National 3 desde la temporada 2017-18, en el grupo de la región de Bretaña.

## Palmarés
- DH Brittany: 1

1993/94